# Baron Ufford

Wappen der Barone Ufford

Baron Ufford war ein erblicher britischer Adelstitel, der zweimal in der Peerage of England geschaffen wurde.

## Verleihungen
Der Titel wurde erstmals am 12. Januar 1309 von König Eduard II. für den Militär Sir Robert Ufford, Gutsherr von Ufford in Suffolk, geschaffen, indem dieser per Writ of Summons ins Parlament berufen wurde. Nach heutigem Verständnis einer Barony by writ fiel der Titel bei seinem Tod an dessen ältesten Sohn, Robert Ufford, der am 16. März 1337 zum Earl of Suffolk erhoben wurde. Dessen ältester Sohn, Robert Ufford, wurde noch zu Lebzeiten seines Vaters am 25. Februar 1342 durch Writ of Summons ins Parlament berufen und dadurch vorzeitig der nachgeordnete Titel seines Vaters als Baron Ufford übertragen. Er starb 1346 kinderlos und vor seinem Vater, wodurch der Titel an diesen zurückfiel. Beim Tod des 1. Earls fielen beide Titel an dessen zweitgeborenen Sohn, William Ufford. Da dieser keine Kinder hinterließ, erlosch das Earldom bei dessen Tod am 13. Februar 1382 und die Baronie fiel in Abeyance zwischen dessen Schwestern bzw. deren Nachkommen.
In zweiter Verleihung wurde der Titel am 3. April 1360 für John Ufford geschaffen, indem dieser per Writ of Summons ins Parlament berufen wurde. Dieser war der älteste Sohn des jüngeren Bruders des 1. Barons erster Verleihung, Thomas de Ufford (⚔ 1314). Dieser Titel erlosch bereits am 20. Juli 1361 als der Baron unverheiratet und kinderlos starb.

## Liste der Barone Ufford

### Barone Ufford, erste Verleihung (1309)
- Robert Ufford, 1. Baron Ufford (1279–1316)
- Robert Ufford, 1. Earl of Suffolk, 2. Baron Ufford (1298–1369)
- Robert Ufford, 3. Baron Ufford († 1346)
- William Ufford, 2. Earl of Suffolk, 4. Baron Ufford (1339–1382) (Titel abeyant 1382)

### Barone Ufford, zweite Verleihung (1360)
- John Ufford, 1. Baron Ufford († 1361)